# Karol Nawrocki
Karol Tadeusz Nawrocki (AFI: ˈkarɔl naˈvrɔt͡skʲi; Danzica, 3 marzo 1983) è un politico e storico polacco,  Presidente della Repubblica di Polonia dal 6 agosto 2025.

## Biografia
Laureatosi in storia presso l'Università di Danzica (dove ha anche ottenuto un dottorato di ricerca (PhD) sulla stessa materia nel 2013), nel 2023, ha completato l'International Master in Business Administration (MBA) in strategia, programmazione e gestione dei progetti di studi post-laurea presso il Politecnico di Danzica.
Ha lavorato presso l'Istituto della memoria nazionale negli anni 2009-2017, dirigendo la branca dell'istruzione pubblica a Danzica dal 2013 al 2017. È stato anche presidente del Consiglio distrettuale di Siedlce a Danzica tra il 2011 e il 2017.
Nel 2017, è stato nominato direttore del Museo della seconda guerra mondiale di Danzica, ricoprendo l’incarico fino al 2021, quando è tornato all'Istituto della memoria nazionale, diventandone vicepresidente e, poche settimane dopo, Presidente, dopo essere stato eletto dal Sejm e approvato dal Senato della Polonia.
Nawrocki è autore o coautore di diversi libri e di numerosi articoli scientifici e di divulgazione sull'opposizione anticomunista, sulla criminalità organizzata nella Repubblica Popolare di Polonia e sulla storia dello sport. Egli ha altresì usato lo pseudonimo "Tadeusz Batyr" per scrivere un libro su un gangster che vive nella Polonia comunista degli anni ottanta.

### Elezioni presidenziali del 2025
Il 24 novembre 2024, Nawrocki è stato scelto da Diritto e Giustizia (PiS) come proprio candidato, sebbene ufficialmente indipendente, per la carica di Presidente della Repubblica di Polonia, in sostituzione dell’uscente Andrzej Duda, non più eleggibile.
Giunto secondo al primo turno delle elezioni presidenziali del 2025, ha infine battuto il suo sfidante, il Sindaco di Varsavia di Piattaforma Civica (PO), Rafał Trzaskowski, al ballottaggio, grazie all’ottenimento del 50,89% delle preferenze.
Il 6 agosto 2025 ha prestato giuramento come nuovo Presidente della Polonia dinnanzi all’Assemblea nazionale, lasciando contestualmente il suo incarico di storico.

## Vita privata
Sposato con Marta Nawrocka, ha tre figli.